# Двісті десять добрих справ
«Двісті десять добрих справ» — український повнометражний фільм режисера Олександра Шмигуна. Основою сюжету мультфільму стала однойменна книга Володимира Нікітенка. До 2020 року повнометражний фільм був перемонтований на мультсеріал, що потребувало додаткового фінансування з держбюджету. У серіалі 12 серій по 7 хвилин кожна.

## Про фільм
Анімаційний серіал-мюзикл для всієї родини. Сюжет розкриває важливість сімейних та загальнолюдських цінностей, розповідаючи про маленьких дітей — брата та сестру, які намагаються повернути свою родину, використовуючи машину часу, яка заряджається від добрих справ.
Режисер, художник-постановник: Андрій Щербак
Режисер анімації: Манук Депоян
Пісню в мультфільмі виконує Фоззі — співак з гурту ТНМК.
У 2021 році компанія «210 добрих справ» подала до Держкіно документи на фінансування продовження цього серіалу, основою сценарію стане книга Володимира Нікітенка «210 добрих справ. Темні часи», яка, в свою чергу, є продовженням книги «210 добрих справ», за мотивами якої було знято перший сезон серіалу. Планується, що продовження складатиметься з 10 серій.